# Pruillé-le-Chétif

Pruillé-le-Chétif este o comună în departamentul Sarthe, Franța. În 2009 avea o populație de 1,255 de locuitori.